# Malato di calcio
Il malato di calcio (E352a) è un composto ionico a base di calcio ed acido malico. Risulta poco solubile in acqua ed insolubile in etanolo.

## Sintesi
Il malato di calcio può essere sintetizzato facendo reagire l'acido malico col carbonato di calcio:
C4H6O5 + CaCO3 → C4H4CaO5 + H2O + CO2↑

## Impiego
Viene utilizzato come addensante, aromatizzante e correttore di acidità per prodotti alimentari come gelati, marmellate ecc. Nonostante E352a non presenti alcun tipo di effetto indesiderato alle dosi comunemente utilizzate, l'impiego di alcuni isomeri della sostanza non è permesso negli alimenti per neonati. Questo perché, a causa dell'assenza degli enzimi necessari al metabolismo del sale, l'alimento potrebbe risultare poco digeribile da parte del lattante.